# Mural de María Martner a Bernardo O'Higgins
El Mural de María Martner a Bernardo O'Higgins es un mosaico sin título, ubicado en el Parque Monumental Bernardo O'Higgins de la comuna chilena de Chillán Viejo, creada por la escultora chilena María Martner.
El mural, es parte del Parque Monumental Bernardo O'Higgins, que está ubicado en el antiguo sitio de la casona de residencia de Bernardo O'Higgins y su madre Isabel Riquelme. La casona fue demolida en 1930, y no fue hasta 1957, con la creación de la Fundación de Conmemoración Histórica Bernardo O'Higgins, presidida por el periodista Alfonso Lagos Villar, que el sitio comenzó a ser considerado un posible parque.
Fue inaugurado el 25 de febrero de 1973 y el 8 de julio de 2015 según Decreto N°536 del año 2015 declarada Monumento Nacional de Chile en conjunto a dos obras de la misma autora ubicadas en las ciudades de Valparaíso y Santiago, asimismo, el entorno en que se ubica el mural, fue declarado Zona Típica junto a la Piscina Tupahue en el Parque Metropolitano de Santiago.

## Características
Fue creado sobre hormigón armado, en un lienzo de 6 metros de alto y 60 metros de largo, siendo diseñado por el arquitecto Carlos Martner, quien fuera hermano de la escultora.
Para su realización se extrajeron piedras rodadas del Río Ñuble, granito gris claro, pizarra gris oscuro, caliza amarilla, cuarzo blanco, jaspe rojo, escoria negra y lapislázuli del norte de Chile, sin embargo, el mural nunca ha sido terminado en su totalidad, dado que se esperaba a que este tuviera en funcionamiento una pileta que tiene a sus pies y que resaltaría los colores de la obra.

La obra relata visualmente la vida de Bernardo O'Higgins, de izquierda a derecha, en primera instancia, se hace referencia a su juventud y su vida ligada al mundo rural con un helecho, cual también representa a la humedad y la vegetación del campo; la segunda parte y central representa a la lucha en el proceso de la Guerra por la Independencia y; finalmente, la última parte simboliza a su etapa como Director Supremo. El paso de una etapa a otra, está dividida por la inclusión de una Araucaria.

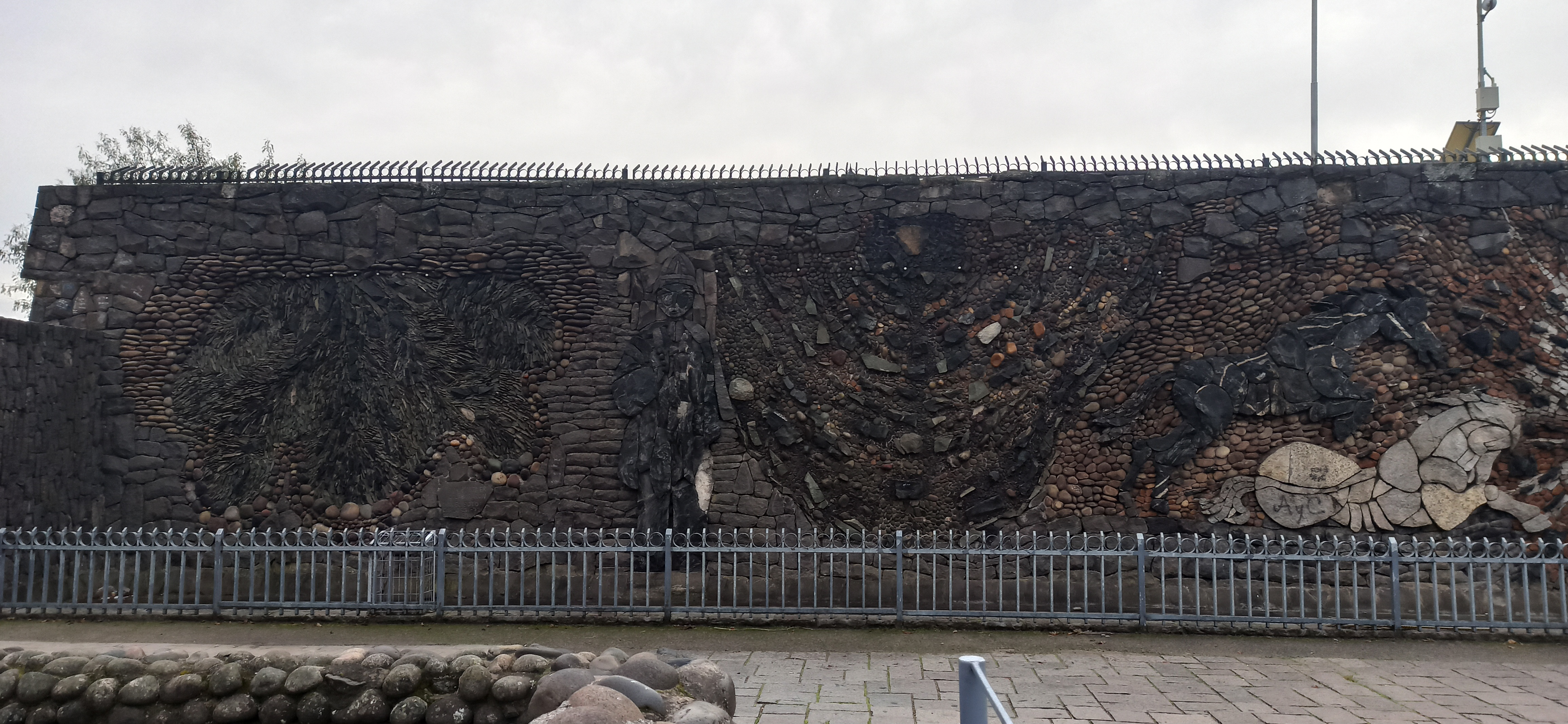
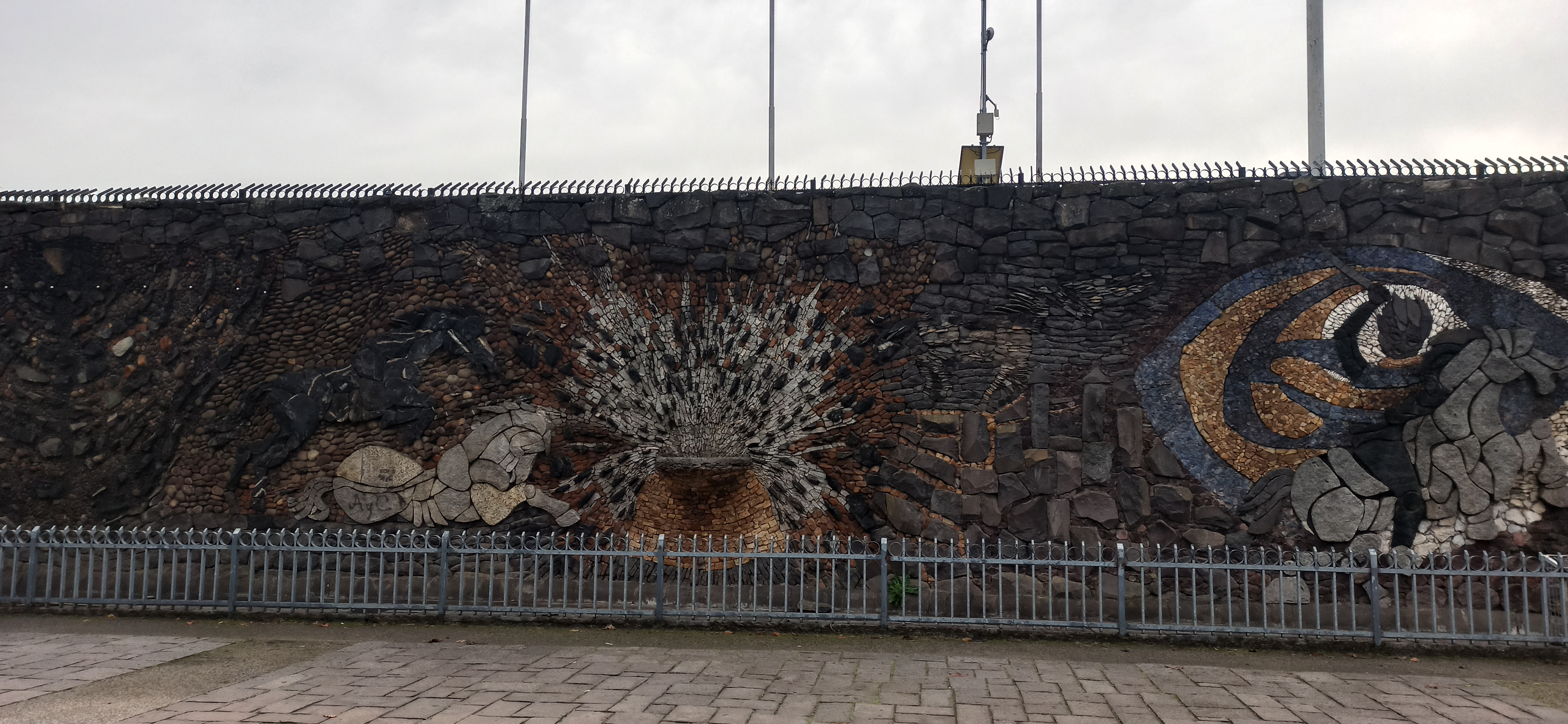
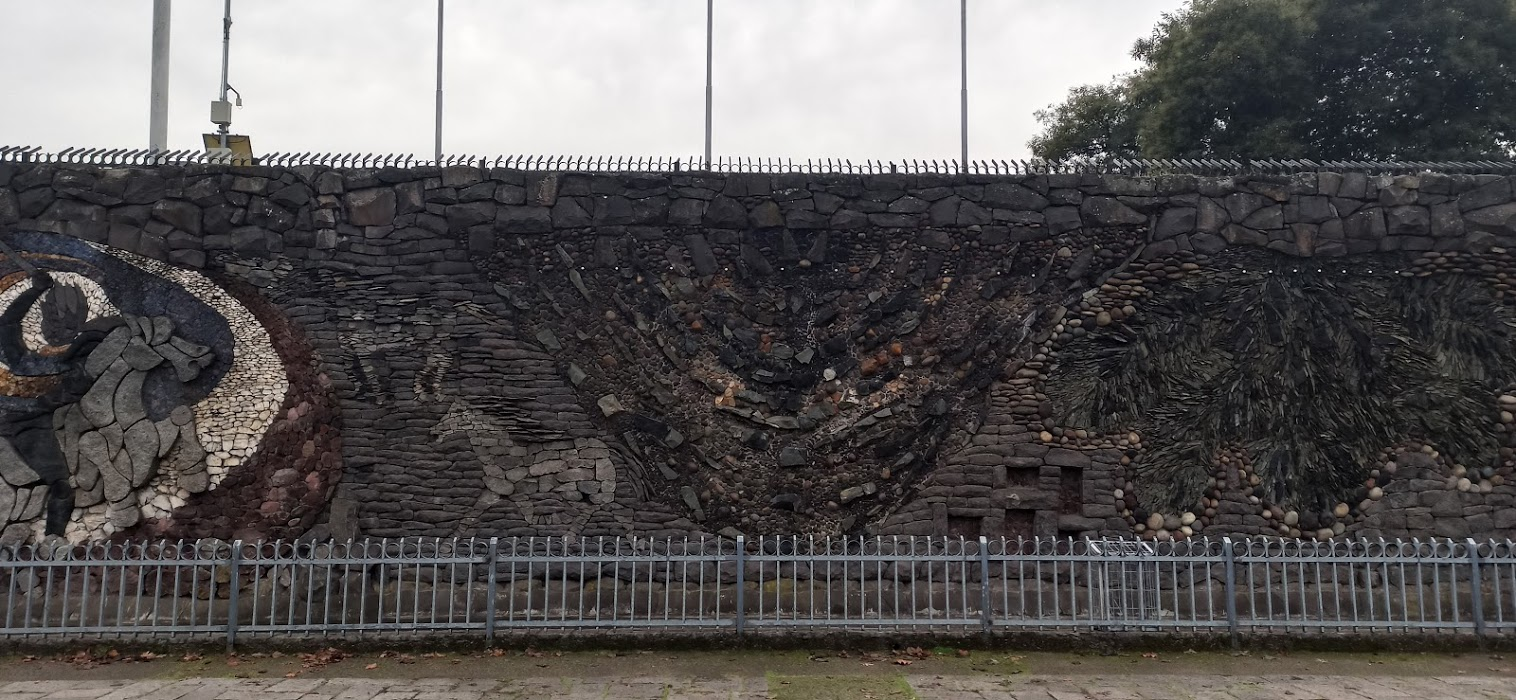
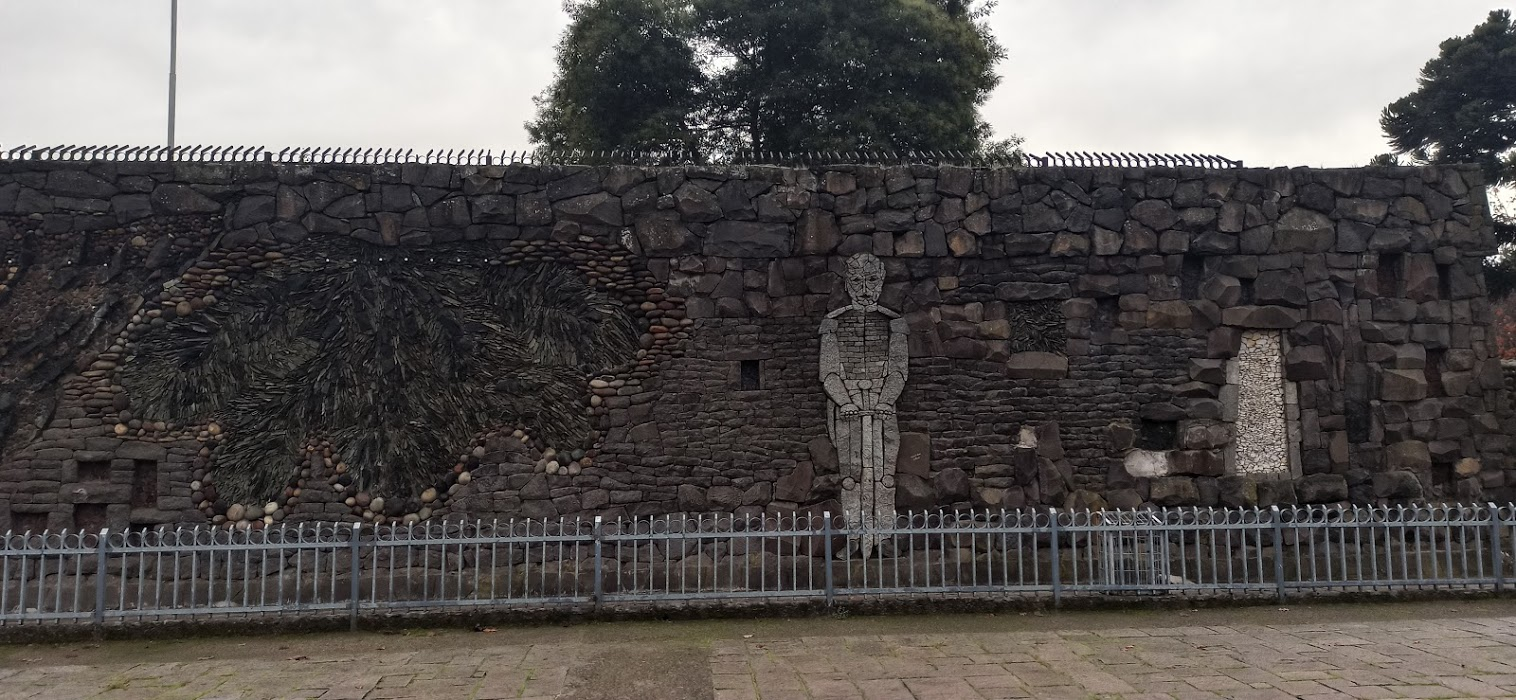